# Var hälsad, Herrens moder
Var hälsad, Herrens moder är en psalm, skriven av Bo Setterlind 1974 efter en Salve Regina-sång av Johann Georg Seidenbusch 1678. Melodin är skriven 1712 i Mainz.

## Publicerad i
- 1986 års psalmbok som nr 480 under rubriken "Jungfru Marie bebådelsedag".